# Episodi di Supernoobs (seconda stagione)
La seconda stagione di Supernoobs è stata trasmessa dal 21 maggio 2018 al 20 novembre 2018, sul canale Teletoon e Cartoon Network, in Italia è ancora inedita.
| nº | Titolo inglese                    | Prima Tv USA              | Prima Tv Italia |
| -- | --------------------------------- | ------------------------- | --------------- |
| 1  | Operation: Noobs!                 | 21 maggio 2018            | Inedita         |
| 2  | Micro Noobs!                      | 22 maggio 2018            | Inedita         |
| 3  | The Chosen Noob                   | 23 maggio 2018            | Inedita         |
| 4  | Dude or Noob?                     | 24 maggio 2018            | Inedita         |
| 5  | Noob-a-rella                      | 25 maggio 2018            | Inedita         |
| 6  | The Noob Kids at School!          | 28 maggio 2018            | Inedita         |
| 7  | High Noob                         | 29 maggio 2018            | Inedita         |
| 8  | Ring Around the Noob              | 30 maggio 2018            | Inedita         |
| 9  | Noob Storm Rising!                | 31 maggio 2018            | Inedita         |
| 10 | Noob of the Month                 | 1º giugno 2018            | Inedita         |
| 11 | SuperNoobs vs. SuperTights!       | 4 giugno 2018             | Inedita         |
| 12 | Pool Party Noob                   | 5 giugno 2018             | Inedita         |
| 13 | The Dark Noob Rises               | 6 giugno 2018             | Inedita         |
| 14 | Noobs Down Under                  | 7 giugno 2018             | Inedita         |
| 15 | Noobs Battle Balls                | 8 giugno 2018             | Inedita         |
| 16 | Spooker Noobs                     | 9 ottobre 2018 (Canada)   | Inedita         |
| 17 | The Noob Trap                     | 18 ottobre 2018 (Canada)  | Inedita         |
| 18 | All Mixed Up and Nowhere to Noob  | 23 ottobre 2018 (Canada)  | Inedita         |
| 19 | Call of Nooby                     | 25 ottobre 2018 (Canada)  | Inedita         |
| 20 | The Noob John B!                  | 30 ottobre 2018 (Canada)  | Inedita         |
| 21 | Noob Most Wanted                  | 1º novembre 2018 (Canada) | Inedita         |
| 22 | Noob and Noober                   | 6 novembre 2018 (Canada)  | Inedita         |
| 23 | A Noob's Best Friend              | 19 giugno 2018            | Inedita         |
| 24 | Noobie Noobie Boo!                | 17 luglio 2018            | Inedita         |
| 25 | If It Ain't Broke, Don't Noob It! | 15 novembre 2018 (Canada) | Inedita         |
| 26 | One Noob Wonder                   | 20 novembre 2018 (Canada) | Inedita         |